# Košarkarski klub Koper Primorska
Il Košarkarski klub Koper Primorska è stata una società di pallacanestro di Capodistria, in Slovenia.
Il club venne fondato nel 2016 dalla fusione tra KOŠ Koper e Lastovka. Gioca nel campionato sloveno.

## Roster 2020-2021
Aggiornato al 3 ottobre 2020.
|    | Naz.                                    | Ruolo | Sportivo        | Anno | Alt. | Peso | Note |
| -- | --------------------------------------- | ----- | --------------- | ---- | ---- | ---- | ---- |
| 3  | Slovenia (bandiera)                     | AP    | Jan Dornik      | 1998 | 199  | 86   |      |
| 4  | Slovenia (bandiera)                     | G     | Andraž Šuster   | 2003 | 197  | 90   |      |
| 6  | Slovenia (bandiera)                     | AG    | Urban Durnik    | 1997 | 204  | 88   |      |
| 9  | Slovenia (bandiera)                     | P     | Jošt Flerin     | 2003 | 195  |      |      |
| 11 | Slovenia (bandiera)                     | P     | Matej Rojc      | 1993 | 198  | 86   |      |
| 12 | Kosovo (bandiera) · Slovenia (bandiera) | G     | Erjon Kastrati  | 1994 | 198  | 86   |      |
| 13 | Serbia (bandiera) · Slovenia (bandiera) | C     | Bojan Radulović | 1992 | 211  | 114  |      |
| 20 | Slovenia (bandiera)                     | G     | Matic Hrabar    | 2001 | 189  |      |      |
| 27 | Slovenia (bandiera)                     | AG    | Jurij Macura    | 1998 | 211  | 105  |      |
| 28 | Slovenia (bandiera)                     | G     | Rok Nemanič     | 2001 | 195  |      |      |
| 44 | Slovenia (bandiera)                     | G     | Luka Vončina    | 1991 | 193  | 88   |      |

### Staff tecnico
| Allenatore: | Andrej Žakelj |
| Assistente: | Jan Šentjurc  |

## Palmarès

### Trofei nazionali
- Campionato sloveno: 1

2018-2019
- Coppa di Slovenia: 3

2018, 2019, 2020
- Supercoppa slovena: 2

2018, 2019

### Trofei internazionali
- ABA 2 Liga: 1

2018-2019